# Movistar Team w sezonie 2021
Movistar Team w sezonie 2021 – podsumowanie występów zawodowej grupy kolarskiej Movistar Team w sezonie 2021, w którym należała ona do dywizji UCI WorldTeams.

## Transfery
Opracowano na podstawie:
| Przybyli            | Przybyli                | Odeszli           | Odeszli                     |
| Kolarz              | Poprzednia grupa (2020) | Kolarz            | Nowa grupa (2021)           |
| ------------------- | ----------------------- | ----------------- | --------------------------- |
| Miguel Ángel López  | Astana Pro Team         | Jürgen Roelandts  | –                           |
| Gregor Mühlberger   | Bora-Hansgrohe          | Carlos Betancur   | –                           |
| Iván García Cortina | Bahrain McLaren         | Eduard Prades     | DELKO                       |
| Gonzalo Serrano     | Caja Rural-Seguros RGA  | Eduardo Sepúlveda | Androni Giocattoli-Sidermec |
| Abner González      | –                       | –                 | –                           |

## Skład
Opracowano na podstawie:
| Skład drużyny 2021                       | Skład drużyny 2021   | Skład drużyny 2021 | Skład drużyny 2021                       |
| Imię i nazwisko                          | Data urodzenia       | Państwo            | Poprzednia grupa                         |
| ---------------------------------------- | -------------------- | ------------------ | ---------------------------------------- |
| Juan Diego Alba                          | 11 września 1997     | Kolumbia           | Coldeportes-Zenú (2019)                  |
| Jorge Arcas                              | 8 lipca 1992         | Hiszpania          | Lizarte (2015)                           |
| Héctor Carretero                         | 28 maja 1995         | Hiszpania          | Lizarte (2016)                           |
| Dario Cataldo                            | 17 marca 1985        | Włochy             | Astana (2019)                            |
| Gabriel Cullaigh                         | 8 kwietnia 1996      | Wielka Brytania    | Team Wiggins Le Col (2019)               |
| Iñigo Elosegui                           | 6 marca 1998         | Hiszpania          | Lizarte (2019)                           |
| Imanol Erviti                            | 15 listopada 1983    | Hiszpania          |                                          |
| Iván García Cortina                      | 20 listopada 1995    | Hiszpania          | Bahrain McLaren (2020)                   |
| Abner González                           | 9 października 2000  | Portoryko          | Inteja-Imca-Ridea DCT (2019)             |
| Juri Hollmann                            | 30 sierpnia 1999     | Niemcy             | Heizomat rad-net.de (2019)               |
| Johan Jacobs                             | 1 marca 1997         | Szwajcaria         | Lotto-Soudal U23 (2019)                  |
| Matteo Jorgenson                         | 1 lipca 1999         | Stany Zjednoczone  | Chambéry CF (2019)                       |
| Miguel Ángel López (1 sty–30 wrz)        | 4 lutego 1994        | Kolumbia           | Astana (2020)                            |
| Lluís Mas                                | 15 października 1989 | Hiszpania          | Caja Rural-Seguros RGA (2018)            |
| Enric Mas                                | 7 stycznia 1995      | Hiszpania          | Deceuninck-Quick Step (2019)             |
| Sebastián Mora                           | 19 lutego 1988       | Hiszpania          | Caja Rural-Seguros RGA (2019)            |
| Gregor Mühlberger                        | 4 kwietnia 1994      | Austria            | Bora-Hansgrohe (2020)                    |
| Mathias Norsgaard                        | 5 maja 1997          | Dania              | Riwal Readynez (2019)                    |
| Nelson Oliveira                          | 6 marca 1989         | Portugalia         | Lampre-Merida (2015)                     |
| Antonio Pedrero                          | 23 października 1991 | Hiszpania          | Inteja-MMR Dominican cycling team (2015) |
| José Joaquín Rojas                       | 8 czerwca 1985       | Hiszpania          | Astana (2006)                            |
| Einer Rubio                              | 22 lutego 1998       | Kolumbia           | Aran Vejus (2019)                        |
| Sergio Samitier                          | 31 sierpnia 1995     | Hiszpania          | Euskadi Basque Country-Murias (2019)     |
| Gonzalo Serrano                          | 17 sierpnia 1994     | Hiszpania          | Caja Rural-Seguros RGA (2020)            |
| Marc Soler                               | 22 listopada 1993    | Hiszpania          | Lizarte-AD Galibier (2014)               |
| Albert Torres                            | 26 kwietnia 1990     | Hiszpania          | Inteja-Dominican cycling team (2018)     |
| Alejandro Valverde                       | 25 kwietnia 1980     | Hiszpania          | Comunidad Valenciana-Kelme (2004)        |
| Carlos Verona                            | 4 listopada 1992     | Hiszpania          | Mitchelton-Scott (2018)                  |
| Davide Villella                          | 27 czerwca 1991      | Włochy             | Astana (2019)                            |
|                                          |                      |                    |                                          |
| Źródła: ProCyclingStats Cycling Archives |                      |                    |                                          |

## Zwycięstwa
Opracowano na podstawie:
| Zwycięstwa      | Zwycięstwa                                 | Zwycięstwa | Zwycięstwa | Zwycięstwa         | Zwycięstwa |
| Data            | Wyścig                                     | Państwo    | Kategoria  | Zwycięzca          |            |
| --------------- | ------------------------------------------ | ---------- | ---------- | ------------------ | ---------- |
| 3 kwi           | Grand Prix Miguel Indurain                 | Hiszpania  | 1.Pro      | Alejandro Valverde |            |
| 16 kwi          | Volta a la Comunitat Valenciana, 3. etap   | Hiszpania  | 2.Pro      | Enric Mas          |            |
| 30 kwi          | Tour de Romandie, 3. etap                  | Szwajcaria | 2.UWT      | Marc Soler         |            |
| 1 maj           | Vuelta a Asturias, 2. etap                 | Hiszpania  | 2.1        | Héctor Carretero   |            |
| 18 maj          | Vuelta a Andalucía, 1. etap                | Hiszpania  | 2.Pro      | Gonzalo Serrano    |            |
| 20 maj          | Vuelta a Andalucía, 3. etap                | Hiszpania  | 2.Pro      | Miguel Ángel López |            |
| 22 maja 2021    | Vuelta a Andalucía, klasyfikacja generalna | Hiszpania  | 2.Pro      | Miguel Ángel López |            |
| 4 cze           | Critérium du Dauphiné, 6. etap             | Francja    | 2.UWT      | Alejandro Valverde |            |
| 8 cze           | Mont Ventoux Dénivelé Challenge            | Francja    | 1.1        | Miguel Ángel López |            |
| 12 cze          | Route d’Occitanie, 3. etap                 | Francja    | 2.1        | Antonio Pedrero    |            |
| 13 czerwca 2021 | Route d’Occitanie, klasyfikacja generalna  | Francja    | 2.1        | Antonio Pedrero    |            |
| 2 wrz           | Vuelta a España, 18. etap                  | Hiszpania  | 2.UWT      | Miguel Ángel López |            |
| 30 wrz          | Giro di Sicilia, 3. etap                   | Włochy     | 2.1        | Alejandro Valverde |            |

## Ranking UCI
| Ranking UCI | Ranking UCI         | Ranking UCI       | Ranking UCI |
| Kolarz      | Kolarz              | Państwo           | Punkty      |
| ----------- | ------------------- | ----------------- | ----------- |
| 11.         | Alejandro Valverde  | Hiszpania         | 1981 pkt    |
| 25.         | Enric Mas           | Hiszpania         | 1533 pkt    |
| 91.         | Miguel Ángel López  | Kolumbia          | 704 pkt     |
| 131.        | Gonzalo Serrano     | Hiszpania         | 472 pkt     |
| 147.        | Marc Soler          | Hiszpania         | 415 pkt     |
| 176.        | Nelson Oliveira     | Portugalia        | 345 pkt     |
| 190.        | Iván García Cortina | Hiszpania         | 330 pkt     |
| 203.        | Antonio Pedrero     | Hiszpania         | 317 pkt     |
| 222.        | Davide Villella     | Włochy            | 296 pkt     |
| 242.        | Abner González      | Portoryko         | 263 pkt     |
| 367.        | Einer Rubio         | Kolumbia          | 172 pkt     |
| 418.        | Matteo Jorgenson    | Stany Zjednoczone | 149 pkt     |
| 423.        | Mathias Norsgaard   | Dania             | 146 pkt     |
| 424.        | Héctor Carretero    | Hiszpania         | 146 pkt     |
| 505.        | Gabriel Cullaigh    | Wielka Brytania   | 115 pkt     |
| 527.        | José Joaquín Rojas  | Hiszpania         | 106 pkt     |
| 598.        | Carlos Verona       | Hiszpania         | 91 pkt      |
| 652.        | Imanol Erviti       | Hiszpania         | 80 pkt      |
| 669.        | Johan Jacobs        | Szwajcaria        | 78 pkt      |
| 709.        | Lluís Mas           | Hiszpania         | 74 pkt      |
| 985.        | Dario Cataldo       | Włochy            | 45 pkt      |
| 1015.       | Sergio Samitier     | Hiszpania         | 43 pkt      |
| 1151.       | Gregor Mühlberger   | Austria           | 33 pkt      |
| 1271.       | Juri Hollmann       | Niemcy            | 29 pkt      |
| 1819.       | Jorge Arcas         | Hiszpania         | 10 pkt      |
| 2123.       | Juan Diego Alba     | Kolumbia          | 5 pkt       |
| 2339.       | Sebastián Mora      | Hiszpania         | 3 pkt       |